# Sergi Roberto
Sergi Roberto Carnicer (ur. 7 lutego 1992 w Reus) – hiszpański piłkarz, występujący na pozycji obrońcy.Aktualnie występuje w Como 1907

## Kariera klubowa
Roberto to wychowanek hiszpańskiego klubu FC Barcelona. Do zespołów juniorskich tego klubu trafił w 2006. W 2009 zaczął występować w rezerwach Barcelony czyli w Barcelonie B, gdzie szybko stał się ważną częścią zespołu i dawał znaki trenerom pierwszej drużyny, że może być w przyszłości wielką gwiazdą piłki. Już po dwóch latach gry w rezerwach trener Barçy Pep Guardiola dał mu szanse gry w pierwszej drużynie wpuszczając go na boisku za Davida Villę w ostatnich minutach pierwszego półfinałowego meczu Ligi Mistrzów z Realem Madryt wygranego przez Barcelonę 2:0. W tym samym sezonie zadebiutował też w Primera División w wygranym 3:1 meczu ostatniej kolejki z Málagą CF. Pomimo że w tamtym sezonie zagrał w barwach pierwszej drużyny tylko w dwóch meczach, może zapisać sobie na konto zdobycie Mistrzostwa Hiszpanii oraz Ligi Mistrzów, czyli trofea, które w tamtym sezonie zdobyła Barcelona. W kolejnych sezonach występował jednocześnie w rezerwach i w pierwszej drużynie, choć zdecydowanie więcej występował Barcelonie B, a w pierwszej drużyny zaliczał pojedyncze występy. W sezonie 2011/2012 zdobył z Barçą Puchar Króla. Sytuacja nie zmieniła się też, kiedy w 2012 roku trenerem FC Barcelony został Tito Vilanova, gdyż Roberto też rozgrywał małą liczbę spotkań w pierwszej drużynie. W tamtym sezonie zdobył z drużyną Mistrzostwo Hiszpanii. W lato 2013 awansował do pierwszego zespołu kończąc występy w Barcelonie B. Pod wodzą trenera Gerardo Martino zaczął występować częściej niż w poprzednich sezonach. W sezonie 2013/2014 zdobył z zespołem tylko Superpuchar Hiszpanii. W sezonie 2014/2015 pod wodzą nowego trenera Luisa Enrique grał podobną liczbę spotkań co w sezonie poprzednim, ale w tamtym sezonie zdobył z zespołem tryplet (Mistrzostwo Hiszpanii, Liga Mistrzów, Puchar Króla). W lato 2015 w meczach towarzyskich, mających na celu przygotowanie zespołu do nowego sezonu, Enrique z konieczności kadrowych wystawił Roberto na prawą obronę, co okazało się świetnym pomysłem. Dzięki temu że zaprezentował się świetnie na nowej pozycji, w ciągu sezonu stał się zmiennikiem Daniego Alvesa, co zwiększyło jego występy. W sezonie 2015/2016 zdobył z Barceloną Mistrzostwo Hiszpanii i Puchar Króla oraz Klubowe mistrzostwo świata i Superpuchar Europy. W sezonie 2016/2017 po odejściu z klubu Alvesa stał się podstawowym prawym obrońcą drużyny. Na początku sezonu zdobył z klubem Superpuchar Hiszpanii.

## Kariera reprezentacyjna
Roberto był młodzieżowym reprezentantem Hiszpanii. W pierwszej reprezentacji Hiszpanii zadebiutował 27 marca 2016 w towarzyskim meczu z Rumunią, który zakończył się wynikiem 0:0. Pierwszą bramkę dla reprezentacji Hiszpanii zdobył 5 września 2016 w meczu eliminacji do MŚ 2018 z Liechtensteinem, w którym Hiszpania wygrała 8:0. Od 2011 Roberto występuje także w reprezentacji Katalonii.

## Statystyki

### Klubowe
(aktualne na 12 lipca 2025)
| Klub               | Sezon              | Liga  | Liga   | Puchar Króla | Puchar Króla | Europa | Europa | Inne  | Inne   | Suma  | Suma   |
| Klub               | Sezon              | Mecze | Bramki | Mecze        | Bramki       | Mecze  | Bramki | Mecze | Bramki | Mecze | Bramki |
| ------------------ | ------------------ | ----- | ------ | ------------ | ------------ | ------ | ------ | ----- | ------ | ----- | ------ |
| FC Barcelona B     | 2009/2010          | 29    | 0      | -            | -            | -      | -      | -     | -      | 29    | 0      |
| FC Barcelona B     | 2010/2011          | 26    | 2      | -            | -            | -      | -      | -     | -      | 26    | 2      |
| FC Barcelona B     | 2011/2012          | 28    | 4      | -            | -            | -      | -      | -     | -      | 28    | 4      |
| FC Barcelona B     | 2012/2013          | 23    | 1      | -            | -            | -      | -      | -     | -      | 23    | 1      |
| FC Barcelona B     | Ogólnie            | 106   | 7      | 0            | 0            | 0      | 0      | 0     | 0      | 106   | 7      |
| FC Barcelona       | 2010/2011          | 1     | 0      | 1            | 0            | 1      | 0      | 0     | 0      | 3     | 0      |
| FC Barcelona       | 2011/2012          | 1     | 0      | 2            | 1            | 1      | 1      | 0     | 0      | 4     | 2      |
| FC Barcelona       | 2012/2013          | 1     | 0      | 3            | 0            | 1      | 0      | 0     | 0      | 5     | 0      |
| FC Barcelona       | 2013/2014          | 17    | 0      | 6            | 0            | 4      | 0      | 0     | 0      | 27    | 0      |
| FC Barcelona       | 2014/2015          | 12    | 0      | 4            | 2            | 2      | 0      | -     | -      | 18    | 2      |
| FC Barcelona       | 2015/2016          | 31    | 0      | 6            | 0            | 8      | 1      | 4     | 0      | 49    | 1      |
| FC Barcelona       | 2016/2017          | 32    | 0      | 6            | 0            | 8      | 1      | 1     | 0      | 47    | 1      |
| FC Barcelona       | 2017/2018          | 30    | 1      | 8            | 0            | 8      | 0      | 2     | 0      | 48    | 1      |
| FC Barcelona       | 2018/2019          | 29    | 0      | 6            | 1            | 9      | 0      | 0     | 0      | 44    | 1      |
| FC Barcelona       | 2019/2020          | 30    | 1      | 2            | 0            | 6      | 0      | 1     | 0      | 39    | 1      |
| FC Barcelona       | 2020/2021          | 15    | 1      | 2            | 0            | 3      | 0      | 0     | 0      | 20    | 1      |
| FC Barcelona       | 2021/2022          | 9     | 2      | 0            | 0            | 3      | 0      | 0     | 0      | 12    | 2      |
| FC Barcelona       | 2022/2023          | 23    | 4      | 3            | 0            | 5      | 0      | 2     | 0      | 33    | 4      |
| FC Barcelona       | 2023/2024          | 14    | 3      | 3            | 0            | 5      | 0      | 2     | 0      | 24    | 3      |
| FC Barcelona       | Ogólnie            | 245   | 12     | 52           | 4            | 64     | 3      | 12    | 0      | 373   | 19     |
| Como 1907          | 2024/2025          | 13    | 0      | -            | -            | -      | -      | -     | -      | 13    | 0      |
| Como 1907          | Ogólnie            | 13    | 0      | 0            | 0            | 0      | 0      | 0     | 0      | 13    | 0      |
| Ogólnie w karierze | Ogólnie w karierze | 364   | 19     | 52           | 4            | 64     | 3      | 12    | 0      | 492   | 26     |

### Reprezentacyjne
(aktualne na 7 października 2019)
| Reprezentacja | Rok     | Występy | Gole |
| ------------- | ------- | ------- | ---- |
| Hiszpania     | 2016    | 3       | 1    |
| Hiszpania     | 2017    | 0       | 0    |
| Hiszpania     | 2018    | 2       | 0    |
| Hiszpania     | 2019    | 2       | 0    |
| Łącznie       | Łącznie | 7       | 1    |

## Sukcesy

### FC Barcelona
- Mistrzostwo Hiszpanii: 2010/2011, 2012/2013, 2014/2015, 2015/2016, 2017/2018, 2018/2019, 2022/2023
- Puchar Króla: 2011/2012, 2014/2015, 2015/2016, 2016/2017, 2017/2018, 2020/2021
- Superpuchar Hiszpanii: 2010, 2013, 2016, 2018, 2022/2023
- Liga Mistrzów UEFA: 2010/2011, 2014/2015
- Superpuchar Europy UEFA: 2015
- Klubowe mistrzostwo świata: 2015

### Reprezentacyjne
- 3. miejsce na Mistrzostwach świata U-17: 2009

### Wyróżnienia
- Gracz roku w Katalonii: 2016/2017